# Jerzyska
Jerzyska (prononciation : [jɛˈʐɨska]) est un village de polonais, situé dans la gmina de Łochów de la Powiat de Węgrów et dans la voïvodie de Mazovie dans le centre-est de la Pologne.
Il se situe à environ 5 kilomètres au nord-ouest de Łochów, 31 kilomètres au nord-ouest de Węgrów et à 60 kilomètres au nord-est de Varsovie.
Le village a une population d'environ 90 habitants en 2006.